# Rob Delaney

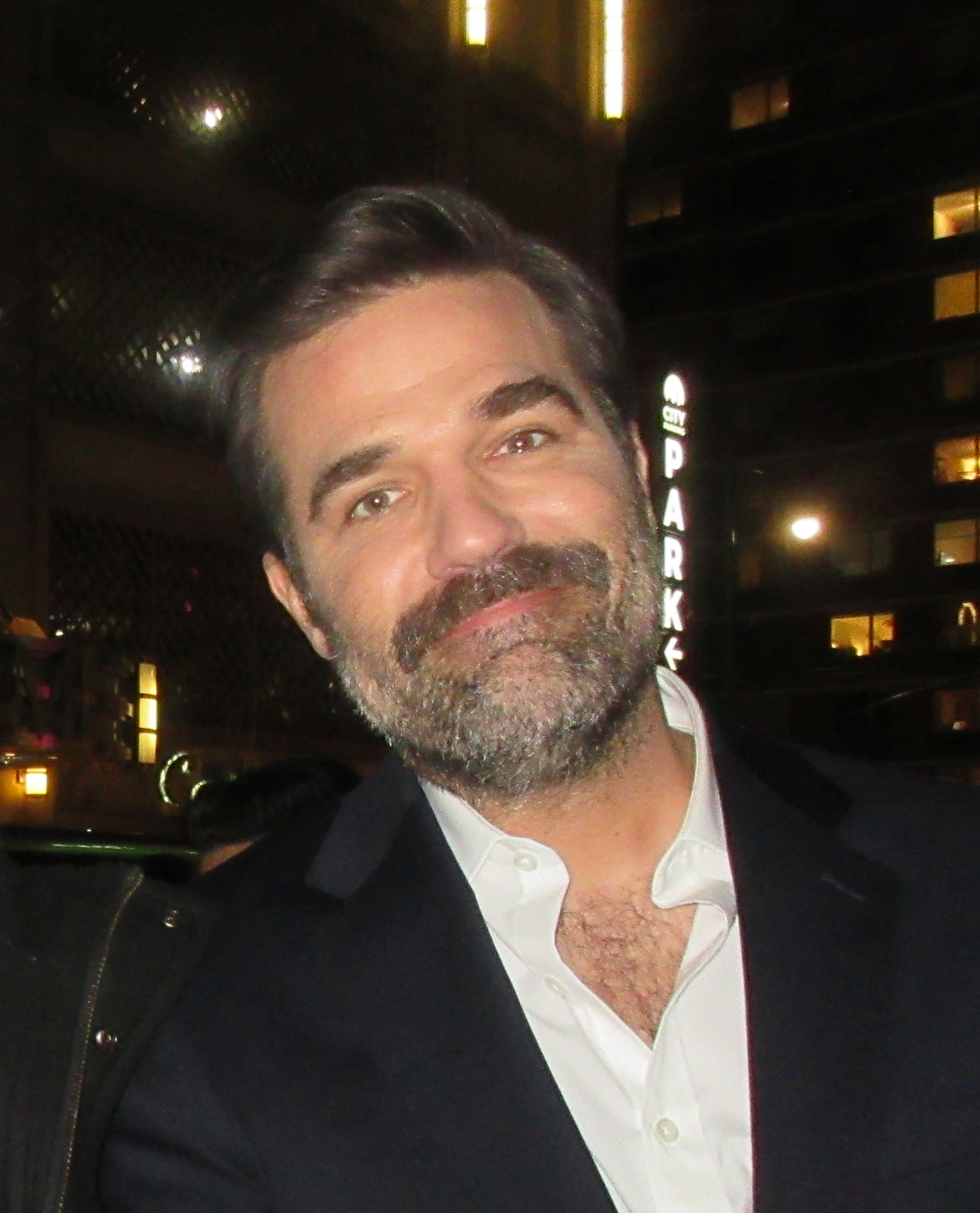
Rob Delaney (2019)

Robby Thomas „Rob“ Delaney (* 19. Januar 1977 in Boston, Massachusetts) ist ein US-amerikanisch-britischer Schauspieler, Synchronsprecher, Komiker und Drehbuchautor. International bekannt wurde er Mitte der 2010er Jahre durch die britische Sitcom Catastrophe; seitdem wirkte Delaney vermehrt in Hollywood-Produktionen mit.

## Leben
Rob Delaney wurde am 19. Januar 1977 in Boston, Massachusetts geboren und wuchs in Marblehead innerhalb einer irisch-katholischen Familie der Mittelschicht auf. Als Delaney 14 Jahre alt war, ließen sich seine Eltern scheiden; gleichzeitig entwickelte er einen exzessiven Konsum von Alkohol. Nachdem er bereits als Jugendlicher in einer Band gespielt hatte, verließ er Mitte der 1990er Jahre sein Elternhaus, um Musiktheater an der New York University zu studieren. Im Jahr 1999 schloss Delaney das Studium erfolgreich ab, woraufhin er mit dem Musical Camelot durch die Vereinigten Staaten tourte und als Page im Hudson Hotel arbeitete. Im Jahr 2001 zog der weiterhin alkoholkranke Delaney nach Silver Lake, wo er eine Karriere im Showgeschäft von Los Angeles starten wollte, musste jedoch aufgrund eines Autounfalls unter Alkoholeinfluss kurzzeitig ins Gefängnis. Die Folgezeit verbrachte Delaney in psychiatrischen Kliniken und kämpfte gegen klinische Depressionen, ehe er Mitte der 2000er Jahre Fuß am Rande der Stand-up-Comedy-Szene von Los Angeles fassen konnte und in mehreren Film- und Fernsehproduktionen in kleineren Nebenrollen zu sehen war.
Delaney ist verheiratet und zog mit seiner Ehefrau 2014 für die Produktion der Sitcom Catastrophe aus den Vereinigten Staaten in den Londoner Ortsteil Islington. Das Paar hat vier Kinder, wobei ihr zweijähriger Sohn Henry im Januar 2018 an einem Hirntumor starb. Den Tod seines Kindes verarbeitete Delaney in dem 2022 veröffentlichten Buch A Heart That Works. 2024 wurde Delaney britischer Staatsbürger.
Im Jahr 2013 veröffentlichte Delaney unter dem Titel Rob Delaney: Mother. Wife. Sister. Human. Warrior. Falcon. Yardstick. Turban. Cabbage seine Memoiren.

## Karriere

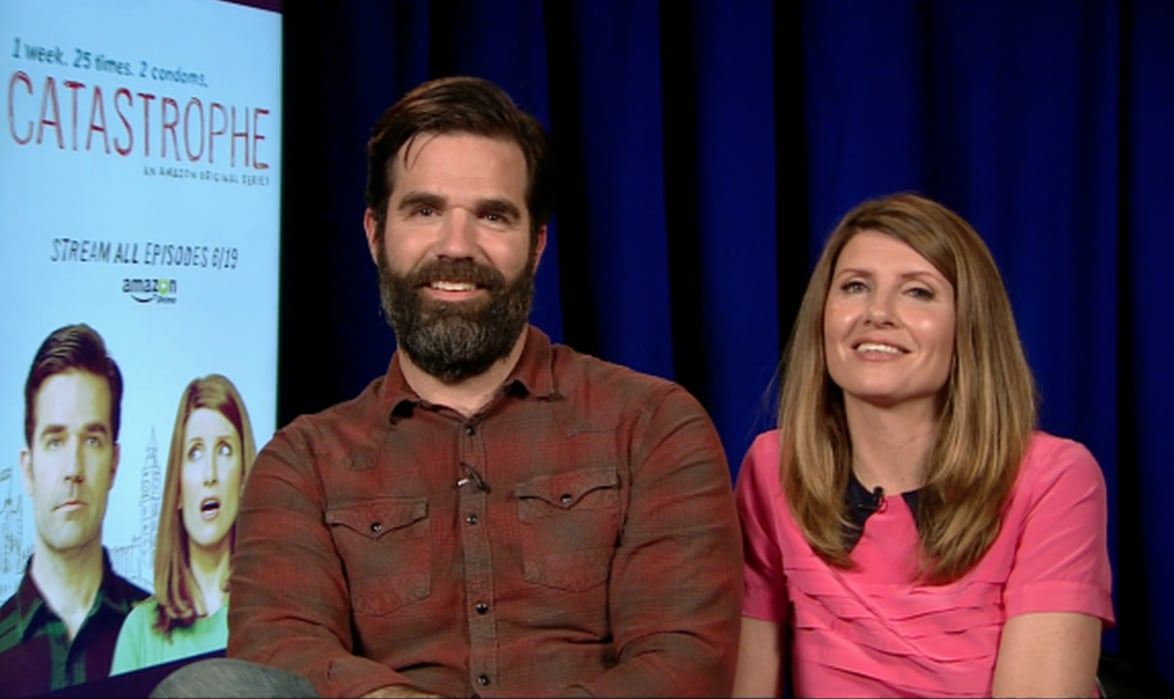
Rob Delaney und Sharon Horgan während eines Interviews zur Sitcom Catastrophe im Jahr 2015

Delaneys Karriere als professioneller Komiker begann durch Inspiration von Louis C.K. beim Kurznachrichtendienst Twitter, über den er zunächst sein Stand-up veröffentlichte. Nebenbei schrieb er mehrere Essays für das Magazine Vice, woraufhin er 2010 von der Unterhaltungszeitschrift Paste zu den „10 besten Comedians des Jahres“ gezählt wurde. Zwei Jahre später erhielt Delaney von Comedy Central den Publikumspreis als „Lustigste Person auf Twitter“ und veröffentlichte sein erstes Fernsehspecial Live At The Bowery Ballroom.
Nach mehreren kleineren Nebenrollen in Fernsehserien wie Key & Peele, Cougar Town, Burning Love oder The Michael J. Fox Show schrieb und produzierte Delaney gemeinsam mit der anglo-irischen Schauspielerin und Drehbuchautorin Sharon Horgan die Sitcom Catastrophe. Die Serie wurde von 2015 bis 2019 auf Channel 4 ausgestrahlt und von zahlreichen Kritikern aufgrund ihrer realitätsnahen Darstellung einer Liebesbeziehung und dem damit verbundenen Genrebruch in Bestenlisten aufgenommen. Catastrophe erwies sich als Delaneys endgültiger Durchbruch und brachte ihm unter anderem 2016 eine Emmy-Nominierung für das Beste Drehbuch einer Comedyserie ein. Parallel zu den Arbeiten an der Serie tourte der Komiker weiterhin mit Comedy-Programmen durch das Vereinigte Königreich und Irland.
2018 erhielt Delaney die Rolle des Peter im X-Men-Film Deadpool 2 von Regisseur David Leitch, mit dem er auch im Folgejahr an Fast & Furious: Hobbs & Shaw zusammenarbeitete. Weitere Nebenrollen folgten im selben Jahr in den Filmen Glam Girls – Hinreißend verdorben, Last Christmas sowie Bombshell – Das Ende des Schweigens und 2021 im Guy-Ritchie-Thriller Cash Truck. Ebenfalls im Jahr 2021 erhielt Delaney in den Filmkomödien Tom & Jerry und Nicht schon wieder allein zu Haus erste Hauptrollen und konnte sich endgültig als Schauspieler etablieren.
In den Folgejahren war Delaney vermehrt als Synchronsprecher für Fernsehserien aktiv und erhielt zunehmend Nebenrollen in großen Hollywood-Produktionen. So trat er 2023 nicht nur in der sechsten Staffel der preisgekrönten Anthologie-Serie Black Mirror auf, sondern schloss sich mit Dead Reckoning Teil Eins auch der Mission-Impossible-Filmreihe an. Im Folgejahr war der Schauspieler im Agentenfilm Argylle zu sehen und übernahm in Deadpool & Wolverine erneut die Rolle des Peter.

## Politische Positionen
Im Juni 2017 unterstützte Delaney die Labour-Partei bei den Parlamentswahlen 2017, obwohl er als US-Amerikaner nicht wählen durfte. Im November 2018 befürwortete er eine von der Labour-Kampagnengruppe Momentum organisierte Petition, in der die Labour-Abgeordneten aufgefordert wurden, gegen das EU-Austrittsabkommen zu stimmen, das von der Regierung von Theresa May ausgehandelt worden war.
Im November 2019 schloss sich Delaney anderen Persönlichkeiten des öffentlichen Lebens an und unterzeichnete einen Brief zur Unterstützung des Vorsitzenden der Labour-Partei, Jeremy Corbyn, in dem er ihn als „Leuchtturm der Hoffnung im Kampf gegen den aufkommenden rechtsextremen Nationalismus, Fremdenfeindlichkeit und Rassismus in weiten Teilen der demokratischen Welt“ bezeichnete und ihn bei den britischen Parlamentswahlen 2019 unterstützte. Im Folgemonat unterzeichnete er zusammen mit 42 anderen Persönlichkeiten des öffentlichen Lebens auch einen Brief zur Unterstützung der Labour-Partei. In dem Brief heißt es: „Das Wahlprogramm der Labour-Partei unter Jeremy Corbyns Führung bietet einen transformativen Plan, der den Bedürfnissen der Menschen und des Planeten Vorrang vor privatem Profit und den Interessen einiger weniger einräumt“.
Im Jahr 2016 wurde Delaney Mitglied der Demokratischen Sozialisten Amerikas.

## Filmografie (Auswahl)
- 2007: Wild Girls Gone
- 2009: Coma, Period. (Fernsehserie, 10 Folgen)
- 2009: Outer Space Astronauts (Fernsehserie, Folge 1x05)
- 2012: Key & Peele (Fernsehserie, 3 Folgen)
- 2013: Cougar Town (Fernsehserie, Folge 4x15)
- 2013: Burning Love (Fernsehserie, 3 Folgen)
- 2014: Life After Beth
- 2014: The Michael J. Fox Show (Fernsehserie, Folge 1x18)
- 2015–2019: Catastrophe (Fernsehserie, 24 Folgen, auch Drehbuchautor)
- 2018: Action Team (Fernsehserie, Folge 1x05)
- 2018: Deadpool 2
- 2018: Trust (Fernsehserie, Folge 1x07)
- 2018: Bitz & Bob (Fernsehserie, 41 Folgen, Stimme)
- 2018: Danger Mouse (Fernsehserie, Folge 2x31, Stimme)
- 2018: Rob Delaney’s Stand Up Central (Fernsehserie, 7 Folgen)
- 2019: Glam Girls – Hinreißend verdorben (The Hustle)
- 2019: Fast & Furious: Hobbs & Shaw (Fast & Furious Presents: Hobbs & Shaw)
- 2019: Last Christmas
- 2019: Bombshell – Das Ende des Schweigens (Bombshell)
- 2021: Tom & Jerry
- 2021: Cash Truck (Wrath of Man)
- 2021: Ron läuft schief (Ron’s Gone Wrong, Stimme)
- 2021: The Good House
- 2021: Nicht schon wieder allein zu Haus (Home Sweet Home Alone)
- 2021–2022: Fairfax (Fernsehserie, 7 Folgen, Stimme)
- 2021–2022: Birdgirl (Fernsehserie, 12 Folgen, Stimme)
- 2021–2025: The Great North (Fernsehserie, 5 Folgen, Stimme)
- 2022: Big Nate (Fernsehserie, 6 Folgen, Stimme)
- 2022: The Bubble
- 2022: The Man Who Fell to Earth (Fernsehserie, 8 Folgen)
- 2022: The School for Good and Evil
- 2022: We Are Not Alone
- 2023: Black Mirror (Fernsehserie, Folge 6x01 Joan Is Awful)
- 2023: Mission: Impossible – Dead Reckoning Teil Eins (Mission: Impossible – Dead Reckoning Part One)
- 2023: Fearless Flyers – Fliegen für Anfänger (Northern Comfort)
- 2023: Die statistische Wahrscheinlichkeit von Liebe auf den ersten Blick (Love at First Sight)
- 2024: Argylle
- 2024: Deadpool & Wolverine
- 2025: Bank of Dave 2: The Loan Ranger
- 2025: Dying for Sex (Miniserie, 5 Folgen)